# Китцингер, Альбин
Альбин Ки́тцингер (нем. Albin Kitzinger; 1 февраля 1912, Швайнфурт, Королевство Бавария — 6 августа 1970, Швайнфурт, Бавария) — немецкий футболист, играл на позиции полузащитника. Участник чемпионата мира 1938 года.

## Биография

### Клубная карьера
Всю свою карьеру играл за «Швайнфурт 05», в котором вместе с Андреасом Купфером составил одну из лучших линий полузащиты. В составе этой команды два раза в 1939 и 1942 годах выигрывал баварскую Гаулигу. Всего в общей сложности сыграл за эту команду 826 матчей.

### Карьера в сборной
Дебютировал за сборную Германии 25 августа 1935 года в товарищеском матче со сборной Румынии — Германия выиграла со счётом 4:2.
В составе сборной Германии был участником чемпионата мира 1938 года, где сыграл в первом матче со сборной Швейцарии — матч завершился со счётом 1:1 после 120 минут игрового времени. В последующие годы продолжал выходить в основном составе сборной Германии. Его последним матчем за сборную Германии стала игра со сборной Венгрии (3 мая 1942 года) — та встреча завершилась победой Германии со счётом 5:3. Всего за сборную Германии сыграл 44 матча и забил 2 гола.

### Смерть
Скончался 6 августа 1970 года в возрасте 58 лет.

## Достижения
«Швайнфурт 05»
- Чемпион Гаулиги (Бавария)[англ.] (2): 1938/39, 1941/42